# Aarhus
Aarhus (sau Århus) este un oraș din Danemarca, situat în peninsula Iutlanda. Este al doilea oraș ca mărime al acestei țări și principalul său port. Are o populație de 303.318 locuitori. Aarhus este supranumit „Capitala Iutlandei”.

## Etimologie
În cartea recensământului lui Valdemar (1231), orașul era numit Arus, iar în islandeză era cunoscut sub numele de Aros, scris mai târziu ca Aars. Este un compus al celor două cuvinte ār, genitive de ā ("râu", modern daneză å) și ōss ("gură", în limba italiană modernă acest cuvânt este încă folosit pentru "delta râului"). Numele provine din locația orașului în jurul gurii Aarhus Å (râul Aarhus). Orgologia "Aarhus" este întâi descoperită în 1406 și a devenit treptat norma în secolul al XVII-lea .

## Descriere
Are întreprinderi de construcții navale, de mașini, industrie textilă și alimentară.

## Personalități născute aici
- Ida Corr (n. 1977), cântăreață, compozitoare.